# Vormstad
Vormstad is een plaats in de Noorse gemeente Orkland, provincie Trøndelag. Vormstad telt 232 inwoners (2007) en heeft een oppervlakte van 0,28 km².